# Cyców

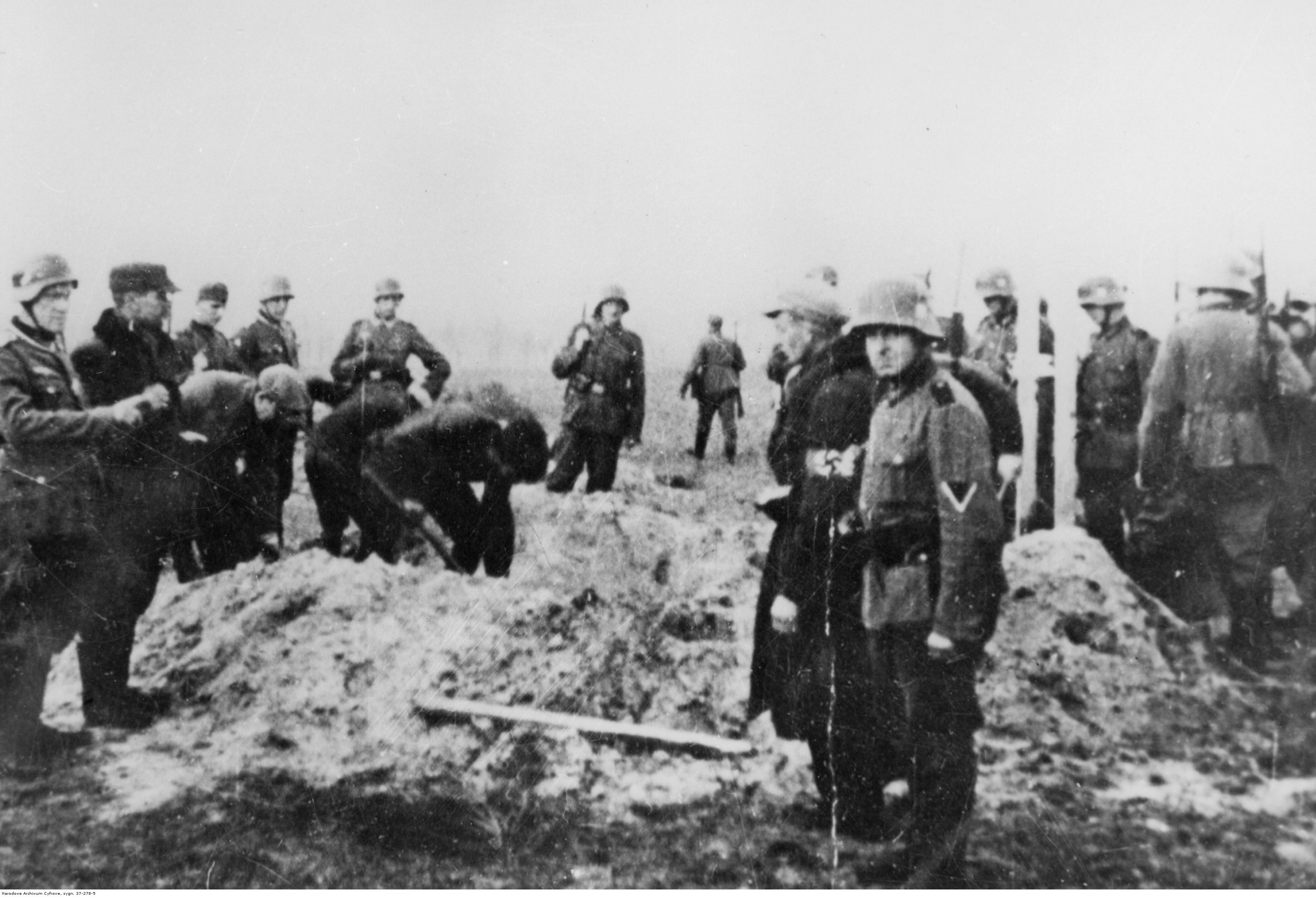
Egzekucja Polaków przez Niemców podczas II wojny światowej w Cycowie

Cyców (przejściowo Wiszniewice) – wieś w Polsce położona w województwie lubelskim, w powiecie łęczyńskim, w gminie Cyców. Obok miejscowości przepływa niewielka rzeka Świnka, dopływ Wieprza.
| SIMC    | Nazwa            | Rodzaj    |
| ------- | ---------------- | --------- |
| 0101942 | Kolonia Pierwsza | część wsi |

W latach 1867–1954 wieś była siedzibą gminy Wiszniewice. W latach 1954–1972 wieś należała i była siedzibą władz gromady Cyców, od 1973 gminy Cyców. 
W latach 1975–1998 miejscowość administracyjnie należała do województwa chełmskiego. Według Narodowego Spisu Powszechnego z roku 2011 wieś liczyła 1807 mieszkańców.
W Cycowie przed 1473 wzniesiona została prawosławna cerkiew Podwyższenia Krzyża Pańskiego. Administrująca nią parafia przyjęła po 1596 unię. W latach 1860–1870 we wsi powstała nowa cerkiew unicka pw. św. Michała Archanioła. Po likwidacji unickiej diecezji chełmskiej obiekt ten przejął Rosyjski Kościół Prawosławny. W 1921 cerkiew została zrewindykowana na rzecz Kościoła rzymskokatolickiego i stała się parafialnym kościołem św. Józefa. 
We wsi znajduje się zabytkowy cmentarz prawosławny, na którym w 2008 wzniesiono pamiątkowy krzyż. 
Historycznie położony jest w Małopolsce (początkowo w ziemi sandomierskiej, a następnie w ziemi lubelskiej).

## Galeria

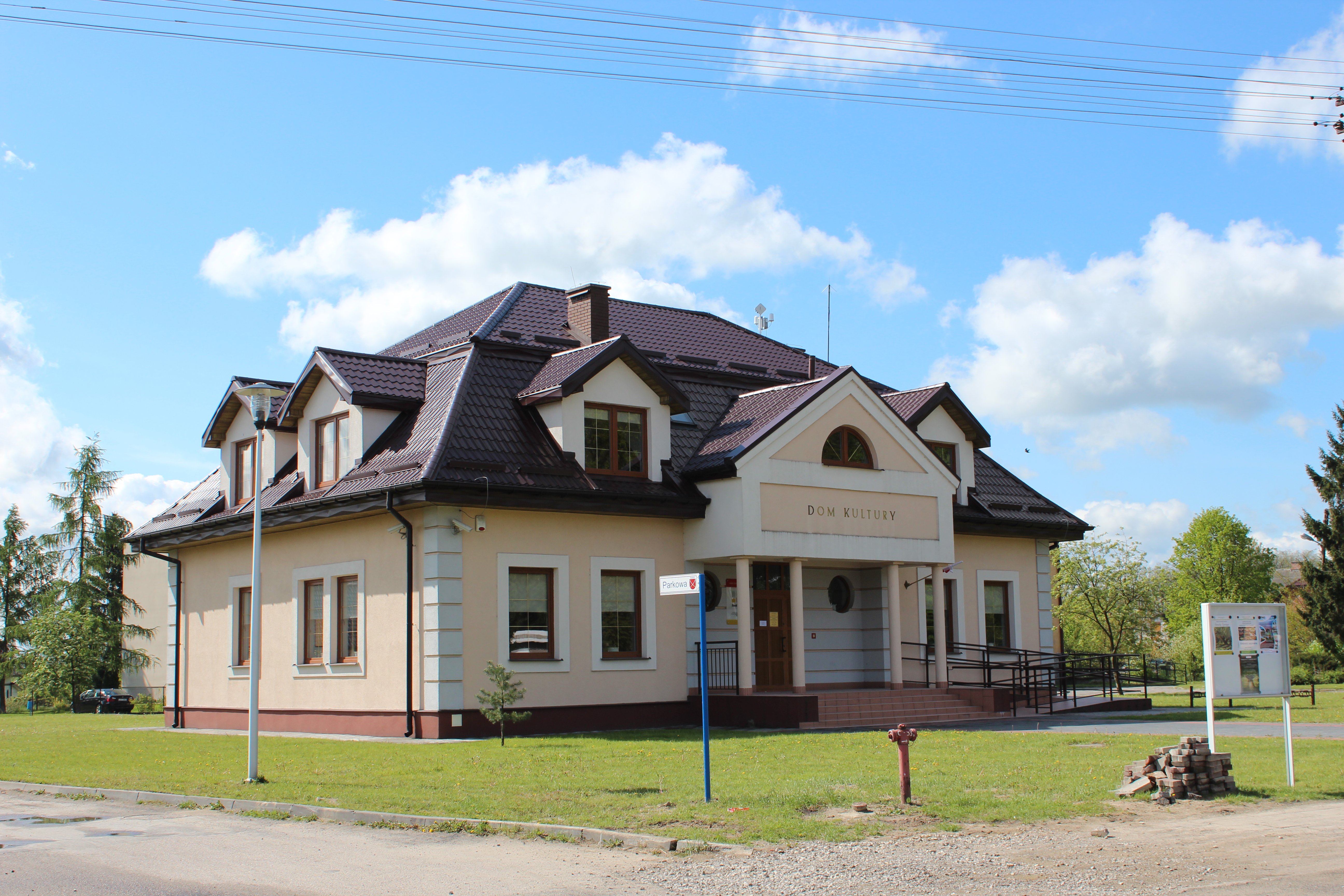
Dom kultury
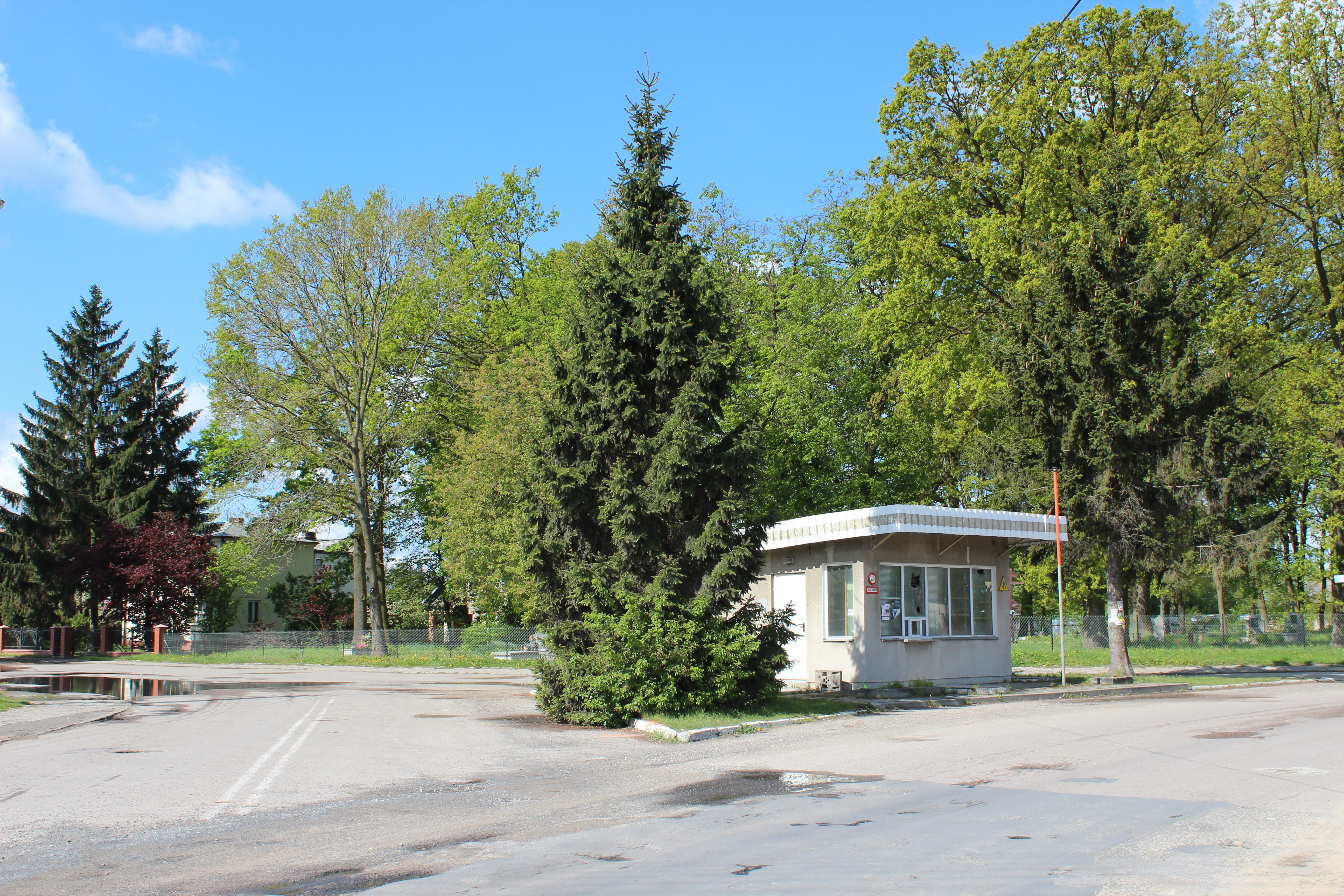
Dawna stacja benzynowa przy drodze wojewódzkiej nr 841
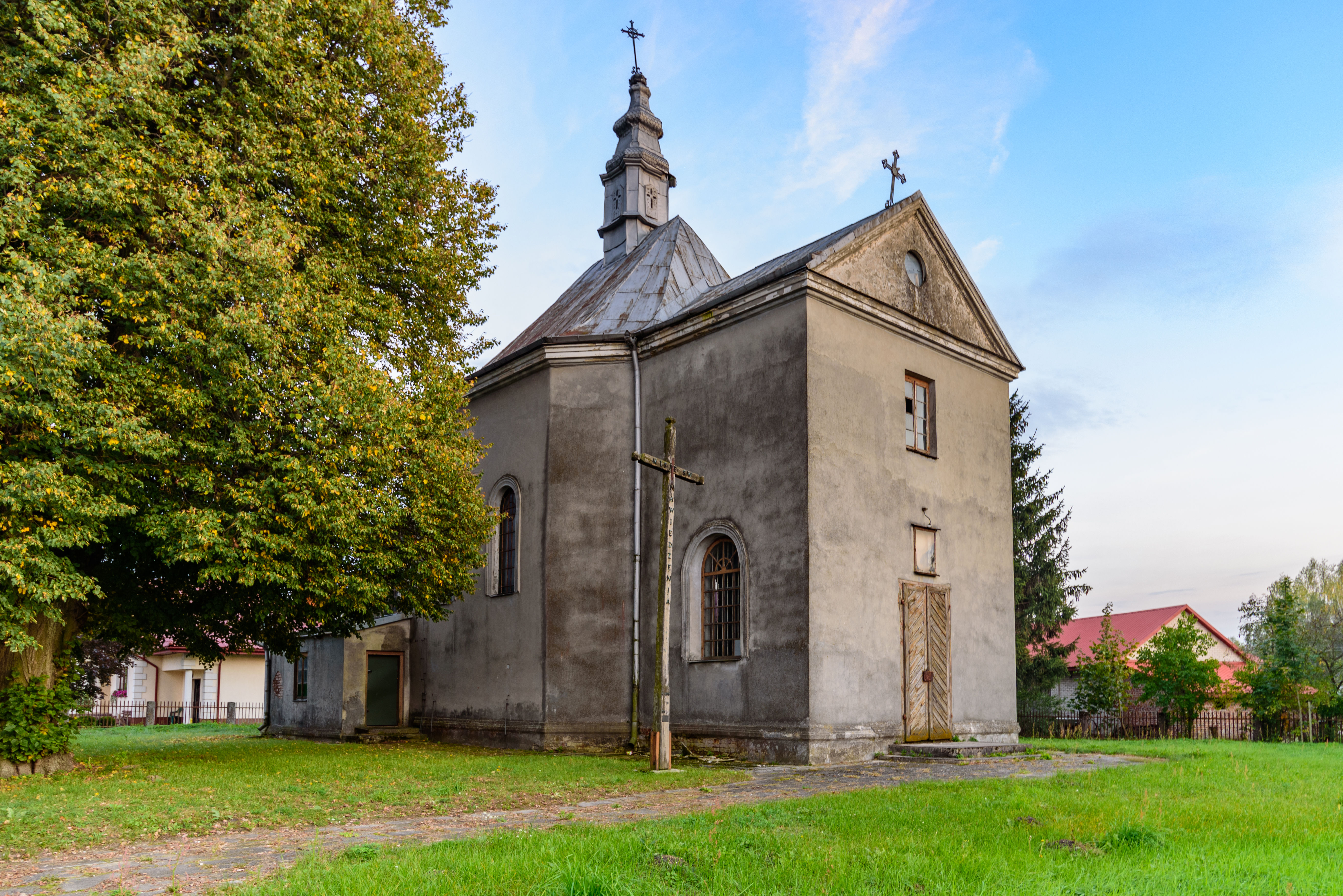
Kościół dawna cerkiew unicka